# Prilly Latuconsina
Prilly Latuconsina (nacida el 15 de octubre de 1996) es una conocida actriz, chef, presentadora de televisión y cantante indonesia. Se hizo famosa tras participar en dos series televisivas de éxito como Hanya Kamu y Ganteng Ganteng Serigala.

## Biografía
Latuconsina nació en Tangerang, Banten. Su padre es un musulmán, natural de Pelauw, Haruku, Islas Molucas, mientras que su madre pertenece a la etnia de los sondanés. Prilly hizo su debut en el mundo del entretenimiento cuando era maestra de ceremonias en el "Koki Cilik".
Debutó por primera vez como actriz tras participar en una telenovela titulada " Get Married: The Series". Luego en el 2012, empezó a trabajar en el cine. Su fama llegó cuando interpretó su personaje principal llamado "OMG Helloooo", en una serie de televisión titulada "Ganteng Ganteng Serigala". Por su actuación en dicha serie, Prilly ha recibido dos premios, como el premio de "La mayoría Actriz Famosa" en los Premios de "SCTV" en el 2014 y el premio "Actriz Favorita", en los Premios "Panasonic Gobel" en el 2015. Desde entonces, ella ha recibido muchos reconocimientos tras su participación en varias telenovelas.
Prilly Latuconsina también se hizo conocer como cantante. Su primer single fue "Fall In Love", lanzado en el 2014 y en el 2015, ella lanzó un nuevo sencillo titulado "Sahabat Hidup".
En el 2015, ganó los siguientes premios, "Exist Celeb" en los Premios "Selebrita" en el 2015.

## Discografía

### Singles
| Año  | Título          | Álbum            | Etiqueta                 |
| ---- | --------------- | ---------------- | ------------------------ |
| 2014 | "Fall In Love"  | Non-album single | Sony Music Entertainment |
| 2015 | "Sahabat Hidup" | Non-album single | Sony Music Entertainment |

## Filmografía

### Películas
| Año  | Título    | Personaje | Notas           |
| ---- | --------- | --------- | --------------- |
| 2013 | Honeymoon | Kania     | Supporting role |
| 2013 | La Tahzan | Neneng    | Supporting role |

### Televisión
| Año          | Título                            | Personaje      | Notas           | Canal    |
| ------------ | --------------------------------- | -------------- | --------------- | -------- |
| 2010         | Get Married The Series            | Josephira/Vira | Supporting role | SCTV     |
| 2013         | Pinky Boy                         | Jinny          | Supporting role | Indosiar |
| 2013         | Hanya Kamu                        | Yumi           | Supporting role | RCTI     |
| 2013         | Hanya Kamu 2                      | Yumi           | Supporting role | RCTI     |
| 2013         | Monyet Cantik 2                   | Dinda          | Lead role       | SCTV     |
| 2014         | Get Married The Series 2          | Sofi           | Supporting role | SCTV     |
| 2014         | Ganteng Ganteng Serigala          | Sisi           | Lead role       | SCTV     |
| 2015         | Samson dan Dahlia                 | Prilly         | Guest star      | SCTV     |
| 2015         | Tarzan dan Zaenab                 | Prilly         | Guest star      | SCTV     |
| 2015         | Ganteng Ganteng Serigala Season 2 | SISI           | Lead role       | SCTV     |
| 2015–present | Ganteng Ganteng Serigala Returns  | Prilly         | Lead role       | SCTV     |

### Cine vídeo
| Año  | Título                    | Personaje     | Notas           |
| ---- | ------------------------- | ------------- | --------------- |
| 2012 | Malu-Malu Mau             |               | Supporting role |
| 2012 | Guru Gue Jago Kungfu      | Sarah         | Supporting role |
| 2012 | No Woman No Cry           | Kalia' sister | Supporting role |
| 2013 | Ketika Rangga Jatuh Cinta | Cinta         | Lead role       |
| 2013 | Hati Dengki Anak Kandung  |               |                 |

## Premios y nominaciones
| Año  | Premios                                   | Categoría                              | Recipientes                          | Resultados |
| ---- | ----------------------------------------- | -------------------------------------- | ------------------------------------ | ---------- |
| 2014 | Inbox Awards                              | Most Inbox Guest Host                  | Prilly Latuconsina                   | Nominado   |
| 2014 | SCTV Awards                               | Most Favorite Social Media Artist      | Prilly Latuconsina                   | Ganador    |
| 2014 | SCTV Awards                               | Famous Actress                         | Ganteng-Ganteng Serigala             | Ganador    |
| 2014 | Bintang RPTI Awards                       | Favorite Teenage Actress               | Prilly Latuconsina                   | Ganador    |
| 2014 | Yahoo! Celebrity Awards                   | Teenage Idol Girl                      | Prilly Latuconsina                   | Ganador    |
| 2015 | Infotainment Awards                       | Most Lure Female Celebrity             | Prilly Latuconsina                   | Nominado   |
| 2015 | Infotainment Awards                       | Most Awaited Celebrity Appearance      | Prilly Latuconsina                   | Nominado   |
| 2015 | Infotainment Awards                       | Celebrity of the Year                  | Prilly Latuconsina                   | Nominado   |
| 2015 | Infotainment Awards                       | Most Exist Social Media Celebrity      | Prilly Latuconsina                   | Ganador    |
| 2015 | Infotainment Awards                       | Most Romantic Celebrity Couple         | Aliando Syarief & Prilly Latuconsina | Ganador    |
| 2015 | SCTV Music Awards                         | Most Famous Newcomer                   | Prilly Latuconsina                   | Nominado   |
| 2015 | Fokus Selebriti Awards                    | Female Hits Celebrity                  | Prilly Latuconsina                   | Ganador    |
| 2015 | Panasonic Gobel Awards                    | Favorite Actress                       | Ganteng-Ganteng Serigala             | Ganador    |
| 2015 | Nickelodeon Indonesia Kids' Choice Awards | Favorite Actress                       | Prilly Latuconsina                   | Nominado   |
| 2015 | Selebrita Awards                          | Exist Celeb                            | Prilly Latuconsina                   | Ganador    |
| 2015 | Selebrita Awards                          | Most Celeb Newcomer                    | Prilly Latuconsina                   | Nominado   |
| 2015 | Inbox Awards                              | Most Inbox Female Solo Singer          | Prilly Latuconsina                   | Ganador    |
| 2015 | Inbox Awards                              | Most Inbox Guest Host                  | Prilly Latuconsina                   | Ganador    |
| 2015 | Inbox Awards                              | Most Inbox Darling Social Media Artist | Prilly Latuconsina                   | Nominado   |
| 2015 | SCTV Awards                               | Famous Actress                         | Ganteng-Ganteng Serigala The Returns | Ganador    |